# Vasa IFK
El Idrottsföreningen Kamraterna Vasa (en español: Asociación Deportiva Camaradas de Vaasa), conocido simplemente como VIFK es un equipo de fútbol de Finlandia que juega en la Kakkonen, la tercera división de fútbol en el país.

## Historia
Fue fundado en el año 1900 en la ciudad de Vassa con el nombre VIFK Vaasa, nombre que usaron hasta 1988 luego de fusionarse con el BK-48 y crear al BK-IFK hasta que en el año 2000 cambaron su nombre por el que tiene actualmente.
El club ha sido campeón de la Veikkausliiga en 3 ocasiones, teniendo un gran éxito en las décadas de 1940 y 1950, pero la suerte no ha estado con el equipo en el siglo XXI, esto porque principalmente han jugado en la Kakkonen con unas cuantas participaciones en la Ykkonen.

## Palmarés
- Finnish Premier League (3): 1944, 1946, 1953